# Лекомжеч
Лекомжеч — река в России, в Пермском крае.

## Описание
Протекает в северо-восточной части Чердынского района Пермского края. Течёт главным образом в северо-восточном направлении. Устье реки находится в 372 км по левому берегу реки Колва. Длина реки составляет 12 км. Населённых пунктов на реке нет.

## Данные водного реестра
По данным государственного водного реестра России относится к Камскому бассейновому округу, водохозяйственный участок реки — Кама от водомерного поста у села Бондюг до города Березники, речной подбассейн реки — бассейны притоков Камы до впадения Белой. Речной бассейн реки — Кама.
По данным геоинформационной системы водохозяйственного районирования территории РФ, подготовленной Федеральным агентством водных ресурсов:
- Код водного объекта в государственном водном реестре — 10010100212111100005584
- Код по гидрологической изученности (ГИ) — 111100558
- Код бассейна — 10.01.01.002
- Номер тома по ГИ — 11
- Выпуск по ГИ — 1